# Ingrid Lempereur
Pour l’article homonyme, voir Lempereur.
Ingrid Lempereur, née à Messancy le 26 juin 1969, est une nageuse belge, spécialiste de la brasse.

## Biographie
À seulement 15 ans, elle termine à la troisième place de l'épreuve du 200 m brasse des Jeux olympiques de 1984 ; elle est, ainsi, la première Belge à obtenir une médaille olympique en natation.
Elle a été désignée sportive belge de l'année en 1987 et reçu, la même année, le Trophée national du Mérite sportif. 

## Palmarès

### Jeux olympiques d'été
- Jeux olympiques d'été de 1984 à Los Angeles  États-Unis
  -  médaille de bronze de l'épreuve du 200 m brasse (2 min 31 s 40)

### Championnats d'Europe
- Championnats d'Europe 1987 à Strasbourg  France
  -  médaille d'argent de l'épreuve du 200 m brasse (2 min 29 s 79)